# بيدرو أنطونيو غارسيا فيلا
بيدرو أنطونيو غارسيا فيلا (بالإسبانية: Pedro Antonio García Villa)‏ هو لاعب كرة قدم إسباني، ولد في 26 يناير 1973.

## روابط خارجية
- بيدرو أنطونيو غارسيا فيلا على موقع اللجنة البارالمبية الإسبانية (الإسبانية)